# Mecas sericeus
Mecas sericeus là một loài bọ cánh cứng trong họ Cerambycidae.